# Miracleman
Miracleman, originariamente chiamato Marvelman nella natia Inghilterra, è un personaggio dei fumetti ideato dallo sceneggiatore e disegnatore britannico Mick Anglo nel 1953 per la casa editrice Len Miller & Son. Originariamente concepito come un rimpiazzo del supereroe statunitense Capitan Marvel, la sua serie continuò fino al 1963.
Nel 1982 venne resuscitato da Alan Moore in una serie drammatica e a tratti crepuscolare che stravolge completamente l'originale immagine di semplicità e ingenuità del personaggio. Si tratta di un primo esempio di revisionismo-decostruzionista di un supereroe classico (cioè le cui origini narrative risalgono alla Golden Age del fumetto).
Dopo essere stato per anni intrappolato in una complessa e dispendiosa causa legale fra diversi autori che se ne contendono la titolarità dei diritti di pubblicazione, il 24 luglio 2009 la Marvel Comics ha annunciato di aver acquisito da Mick Anglo i diritti di Marvelman, nonché di essere intenzionata a ristampare il materiale classico degli anni cinquanta/sessanta (di cui Mick Anglo era direttamente proprietario).

## Storia editoriale

### Dalla Golden Age al 1963
Negli anni quaranta la casa editrice statunitense Fawcett Comics pubblicava i fumetti di Capitan Marvel (Billy Batson), da non confondersi con l'omonimo personaggio pubblicato dalla Marvel Comics in epoca successiva. Billy era un ragazzino che aveva ottenuto da uno stregone la possibilità di diventare un supereroe adulto (simile a Superman): per trasformarsi deve pronunciare la parola magica Shazam!. I diritti per pubblicare nel Regno Unito tali storie vennero acquistati dall'editore britannico L. Miller & Son Limited. Negli USA alla fine degli anni quaranta inizia una lunga diatriba legale tra l'attuale DC Comics e la Fawcett Comics sul personaggio di Capitan Marvel. La DC sosteneva che si trattava di un'opera di plagio nei confronti di Superman. In effetti entrambi i personaggi possiedono superforza e possono volare. Le somiglianze finiscono qui e si potrebbe arguire che sono condivise ormai da decine di supereroi dei fumetti. Il punto è che durante la Golden Age del fumetto, Capitan Marvel vendeva più copie che non le serie di Superman. La DC Comics tentava quindi di eliminare quello che sembrava il rivale storico più pericoloso per l'Uomo d'Acciaio. Con l'arrivo degli anni cinquanta, le vendite dei fumetti dei supereroi scendono e la Fawcett Comics, in difficoltà, abbandona la causa e si arrende alla rivale. Negli Stati Uniti cessano le pubblicazioni di Capitan Marvel. L'editore che ne pubblicava le storie nel Regno Unito non voleva però perdere i lettori appassionati del personaggio, decise così di farne una versione inglese dal nome Marvel Man. La creazione del nuovo personaggio è di Mick Anglo. L'operazione commerciale ha successo e la serie Marvelman dura dal 1954 al 1963.

### Periodo revisionista (1982-1993)
Il personaggio Marvelman rimane nell'oblio editoriale fino al 1982 quando Alan Moore (testi) - Garry Leach (disegni) lo ripropongono all'interno della rivista antologica britannica Warrior pubblicata dalla Quality Communications.
Si tratta di un albo in bianco e nero che contiene sei storie con personaggi differenti e viene curato dal redattore Derek G. Skinn. Il suo ruolo è fondamentale nel lanciare l'ancora giovane Moore, difatti la rivista presenta anche la serializzazione dell'opera V for Vendetta.
Alan Moore realizza un ciclo di storie di Marvelman che ripropongono lo stesso personaggio in un contesto narrativo completamente nuovo. Difatti il supereroe è sempre lo stesso degli anni cinquanta ma ci viene presentato un Mike Moran/Marvelman adulto che non si ricorda della sua possibilità di trasformarsi in un supereroe. La sua spalla adolescente Kid Marvelman soffre di stati psicotici nella sua versione di supereroe, che ha mantenuto ininterrottamente per trent'anni nei quali ha usato le sue supercapacità per arricchirsi. Johnny Bates teme che Moran voglia punirlo per il suo comportamento, e così lo invita nei suoi uffici dove lo aggredisce; ma quando per un suo errore (nel momento del suo trionfo su un Miraclemen chiaramente surclassato Bates pronuncia inavvertitamente la sua "parola magica") ritorna allo stato di ragazzo normale (fermo a trent'anni prima), lo sfogo dell'energia accumulatasi lo lascia debilitato e impossibilitato ad invertire il processo (da notare il parallelismo con la prima apparizione e sconfitta di Black Adam, a cui fra l'altro il Kid Marvelman adulto e malvagio somiglia tantissimo). Il tono avventuroso e ingenuo delle storie supereroistiche del passato si è completamente dissolto, dando origine ad una lettura drammatica e realistica del personaggio (Revisionismo del Supereroe). Le storie piacciono anche all'editore americano Eclipse Comics che ne acquista i diritti per proporle negli Stati Uniti. Il problema nasce dal fatto che la Marvel Comics minaccia una causa legale nel caso venga pubblicata una serie a fumetti con un personaggio contenente nel nome l'aggettivo Marvel. Poco conta il fatto che Marvelman è stato creato nel 1954, cioè prima che la Marvel Comics prendesse questo nome. La Eclipse decide di cambiare il nome in Miracleman e stampare le storie già pubblicate in Inghilterra a partire dal 1982 (cioè il materiale realizzato da Alan Moore). Per adattare meglio i disegni e il formato ai gusti dei lettori statunitensi, le tavole vengono colorate e le loro dimensioni ridotte a quelle standard di un fumetto (comic book) americano. La serie, che prende il nome Miracleman, dura dal il n. 1 (agosto 1985) al n. 24 (agosto 1993).
- Miracleman dal n. 1 (agosto 1985) al n. 6 (febbraio 1986): vengono riproposte le storie di Alan Moore già pubblicate sulla rivista antologica britannica Warrior.
- Miracleman n. 7 (aprile 1986): è il primo numero contenente materiale inedito. Il successo dei primi numeri e la crescente popolarità di Moore porta la Eclipse a commissionare all'autore inglese una serie di storie nuove realizzate appositamente per il pubblico americano.

### Le controversie legali sulla proprietà del personaggio (1994-2009)
La serie Miracleman chiude bruscamente con il n. 24 nel 1993 lasciando in sospeso un arco narrativo dello scrittore Neil Gaiman. Il motivo risiede nei problemi finanziari della Eclipse Comics che dichiara bancarotta nel 1994. Il n. 25 della serie era già stato completato e pronto per la pubblicazione ma è rimasto inedito. Nel 1998 l'autore-disegnatore Todd McFarlane acquista all'asta tutte le licenze e quindi i personaggi di proprietà della ormai fallita Eclipse Comics. Il suo interesse ricade proprio su Miracleman che vorrebbe addirittura inserire nello sviluppo narrativo delle serie riguardanti Spawn, il personaggio più celebre da lui creato. Todd McFarlane gestisce un gruppo denominato Todd McFarlane Productions il quale distribuisce i propri fumetti sotto l'etichetta della casa editrice Image Comics di cui è anche presidente. Inoltre è tra la aziende più attive nella realizzazione di action figure, i cui soggetti spaziano dai personaggi a fumetti a quelli sportivi ai videogiochi e altri ancora. Il problema sui diritti di Miracleman/Marvelman nasce dal fatto che non erano di proprietà della Eclipse Comics in quanto non lo erano in origine neppure dell'editore britannico Quality Communication. Quando questa decide di riproporre il personaggio nel 1982, lo ritiene una proprietà di pubblico dominio in quanto l'editore originale L.Miller & Son Limited è ormai scomparso da anni e lo stesso Mick Anglo (creatore del personaggio negli anni cinquanta-sessanta) non si è preoccupato di registrare ufficialmente il copyright sulla sua creazione. Difatti se si osservano i credits della serie Miracleman, i detentori dei diritti del personaggio e delle storie sono gli scrittori-disegnatori che vi hanno lavorato tra gli anni ottanta e novanta. I primi a essere accreditati sono: Derek Skinn, Alan Moore, Garry Leach, Alan Davis. Mentre la serie procede gli autori cedono i diritti agli autori che subentrano. Quando dal n. 17 arriva Neil Gaiman a realizzarne i soggetti e dialoghi si accaparra praticamente tutti i diritti mentre nel frattempo Mick Anglo riesce ad aver riconosciuta la proprietà sulle storie di Marvelman pubblicate originariamente tra il 1954 e il 1963. La proprietà di Neil Gaiman sul personaggio è contestata dai legali di Todd Mcfarlane che reclama il diritto a sfruttare il supereroe Miracleman. Il presidente dalla Image è deciso ad inserire il personaggio nella serie Hellspawn e chiede all'autore Steve Niles di scrivere un arco narrativo che prevede l'uso del supereroe creato da Anglo. Inoltre realizza un primo articolo di merchandising legato al personaggio (una action figure). L'intera operazione commerciale viene bloccata da Gaiman che riesce a portare avanti la causa legale. Per riuscire nell'operazione forma una piccola compagnia (la Marvels and Miracles LLC) a cui trasferisce i diritti del personaggio (compresi quelli del disegnatore Mark Buckingam, il quale li possiede parzialmente in quanto autore dei disegni degli ultimi albi della Eclipse Comics). Dal punto di vista finanziario l'impegno è notevole e la parte debole in questo caso è proprio Neil Gaiman, che però riceve un aiuto inaspettato da Joe Quesada, redattore capo della Marvel Comics. Questi gli offre una serie di progetti (come la miniserie 1602) che permettono a Gaiman di fare pressione legale su McFarlane, che così desiste dall'utilizzare il personaggio. Siamo ormai alla fine del 2004 e Miracleman è bloccato da cause legali. L'interessamento di Joe Quesada e il supporto alla causa contro McFarlane non è però un'azione compiuta per soli fini di amicizia personale con Neil Gaiman in quanto la Marvel Comics comincia a trattare i diritti sulle storie del personaggio realizzate da Mick Anglo negli anni cinquanta e sessanta. Difatti si arriva al clamoroso annuncio del 2009 in cui Quesada acquista le storie di Marvelman di Mick Anglo. I giochi sembrerebbero fatti perché a questo punto sembrerebbe che i diritti delle storie di Miracleman siano in mano a Gaiman che di fatto collabora con la Marvel. Teoricamente non ci sono più ostacoli nel realizzare un seguito alla saga del personaggio (interrotta nel 1993) ma ovviamente (per evitare ogni disputa con McFarlane) il nome torna ad essere Marvelman. Non è secondaria la prova di forza della Marvel Comics che porta tra i suoi personaggi l'Uomo Marvel/Marvelman per eccellenza. Joe Quesada ha subito pubblicizzato un poster con l'immagine di Marvelman realizzata personalmente da lui.

### Il ritorno di Marvelman/Miracleman (2010-2014)
Dopo aver acquisito i diritti su Marvelman la casa editrice Marvel comincia a proporre le storie classiche del personaggio negli Stati Uniti per la prima volta. La serie di ristampe viene preceduta da un albo celebrativo che spiega agli americani e ad un nuovo pubblico la storia del supereroe britannico. Il titolo del numero unico è Marvelman Classic Premiere n. 1 e vede ai testi John Rhett Thomas mentre la copertina è del direttore editoriale della Marvel Joe Quesada. Ne viene distribuita anche una versione alternativa con copertina dello stesso Mick Anglo. La data di distribuzione è prevista per il 30 giugno 2010 e segna il ritorno editoriale del personaggio dopo 17 anni di assenza. Bisogna evidenziare che in questo caso il nome del supereroe torna ad essere Marvelman e non più Miracleman cioè con l'appellativo con cui i lettori statunitensi lo avevano conosciuto fino al 1993. Inoltre, per il momento, la Marvel si limita a ristampare il materiale già pubblicato nel Regno Unito fino al 1963. Le storie vengono riproposte attraverso un progetto editoriale che prevede:
- Marvelman Classic vol. 1 Premiere HC: volume cartonato di 160 pagine che raccoglie in rigorosa cronologia le prime 10 storie del personaggio, pubblicate su Marvelman n. 25 - 34. Vengono ristampate rispettando il bianco e nero delle tavole originali e quindi non vengono ricolorate secondo i canoni del fumetto supereroistico americano. La copertina dell'edizione regolare è di Joe Quesada mentre la versione alternativa distribuita solo tramite il mercato diretto delle fumetterie e librerie è di Mick Anglo. La data di distribuzione è 28 luglio 2010[12].
- Marvelman Family's Finest n. 1 - 6: miniserie composta da albi di 40 pagine che si prefiggono di raccogliere le migliori storie del periodo classico del personaggio. Le copertine dell'edizione regolare vengono realizzate da Marko Đurđević. Per quanto riguarda il primo numero sono realizzate altre due versioni con copertine alternative, una di Mick Anglo e l'altra di Doug Braithwaite. La data di distribuzione del primo numero è 8 luglio 2010[13].

Dopo aver proposto materiale risalente a prima del 1963, passano quattro anni prima che la Marvel si decida a ristampare le storie di Miracleman della gestione Alan Moore e Eclipse (la Marvel lascia decadere inspiegabilmente il nome Marvelman originale che tra l'altro riprende il nome della stessa casa editrice). L'8 gennaio del 2014 esce Miracleman n. 1, primo numero di una nuova serie che si propone di ristampare tutto il materiale che riguarda il personaggio pubblicato tra il 1982 e il 1993 (quando escono gli ultimi numeri della Eclipse). Il problema è che la nuova serie di ristampe non si concentra solo sulle storie degli anni ottanta e novanta ma viene riempita di storie classiche di Mick Anglo che ne aumentano le pagine (64 nel primo albo e 48 nel secondo) e il costo ($5.99 per il primo e $4.99 dal secondo) ponendolo nettamente sopra il costo medio di un comic book statunitense con periodicità mensile. L'aspetto positivo è l'alta qualità della nuova edizione con una ricolorazione delle tavole originali che esaltono i disegni anni ottanta di Gary Leach, Alan Davis e gli altri artisti che si sono cimentati con il personaggio. Vengono inoltre realizzate diverse copertine alternative (o variant covers) da artisti contemporanei che hanno modo di darci una loro visione di Miracleman. Con il primo numero, oltre la copertina principale (main cover) realizzata da Joe Quesada, l'albo viene lanciato con 7 variant covers, realizzate da John Cassaday, Mark Buckingham, Jerome Opena, Leinil Francis Yu, Skottie Young che la propone un Miracleman in versione kid comics, J.Quesada con una versione sketch di quella principale, e Garry Leach con la versione ricolorata della copertina classica di Miracleman n. 1 della Eclipse. Anche nei numeri successivi si continua a proporre covers alternative (4 nel n. 2).

### Le nuove storie (dal 2014)
Oltre a ristampare le storie tratte dalla storica serie Miracleman degli anni ottanta e novanta, la Marvel realizza un albo che contiene nuove storie sul personaggio. Si tratta di una pubblicazione antologica con periodicità annuale dal titolo Miracleman Annual di cui il primo numero viene distribuito il 31 dicembre 2014. Vi sono contenute due storie: una di Grant Morrison (testi) e Joe Quesada (disegni) e l'altra di Peter Milligan (testi) e Mike Allred (disegni). La prima viene presentata come una storia perduta di Morrison e la seconda una rivisitazione dell'epoca classica del personaggio.

## Biografia del personaggio
(Micky Moran/Miracleman)

### Precedenti e creazione
Il personaggio Marvelman viene creato come versione britannica dell'americano Capitan Marvel. Di conseguenza gli elementi di base del personaggio sono ripresi quasi in maniera identica dal personaggio d'oltreoceano:
- Capitan Marvel (USA) diventa Marvelman (UK): entrambi hanno superforza e possono volare.
- Billy Batson (USA) diventa Mike Moran (UK): Mike Moran si può trasformare in Marvelman pronunciando la parola Kimota (Atomic pronunciato al contrario). Riprende la trasformazione di Billy che avviene con la pronuncia della parola magica Shazam!
- I personaggi di supporto chiamati Marvel Family (Famiglia Marvel) sono presenti anche nella versione britannica.

La spalla adolescente Capitan Marvel Jr. (USA) diventa Young Marvelman (UK). Mentre la versione femminile Mary Marvel (USA) diventa il tredicenne (maschio) Kid Marvelman (UK).
- Il potere di trasformarsi in un supereroe viene dato a Billy Batson dal Mago Shazam (USA) mentre Mike Moran deve la sua capacità di trasformarsi all'astrofisico Guntar Barghelt (UK). La differenza in questo caso risiede nel fatto che Capitan Marvel ha poteri di origine magica mentre Marvelman dalle ricerche scientifiche sull'energia atomica.

### Marvelman: l'epoca di Mick Anglo
Marvelman è un supereroe, alter ego del quattordicenne Micky Moran che per il suo coraggio e per la sua onestà è stato prescelto da Guntar Barghelt (un astrofisico i cui studi lo hanno portato "oltre ciò che un comune mortale può comprendere") come custode della chiave armonica dell'universo, ossia la parola "Kimota!", capace di conferire a chi la pronuncia superpoteri basati sull'energia atomica, poteri di cui il giovane Micky si dovrà servire per il bene dell'umanità.
Da allora infatti ogni volta che il ragazzo dirà "Kimota" verrà avvolto in una nuvoletta simile ad un piccolo fungo atomico e si trasformerà nell'adulto Marvelman, l'uomo più potente dell'universo, campione della giustizia e nemico di ogni male.
Ad affiancare Micky nella sua lotta al male arriveranno successivamente due spalle: Dicky Dauntless alias Young Marvelman e il piccolo Johnny Bates alias Kid Marvelman.

### Versione di Alan Moore
Michael Moran sta lavorando come giornalista freelance quando viene coinvolto in un raid terroristico in una nuova centrale atomica. Vedendo la parola "atomico" al contrario ("cimota") mentre veniva trasportato davanti a una porta con la parola scritta sul vetro, ricorda la parola "Kimota"; Marvelman rinasce e salva la situazione. Nei panni di Marvelman, Moran ricorda i suoi primi anni di vita da supereroe e spiega a sua moglie Liz che ha perso i suoi ricordi quando tutta la famiglia Marvelman è stata colta da un'esplosione atomica. La ricomparsa di Marvelman attira l'attenzione di Johnny Bates (Kid Marvelman), che non solo è sopravvissuto, ma ha vissuto con i suoi ricordi e i suoi superpoteri intatti. Bates, tuttavia, fu corrotto dal suo potere e divenne un sociopatico. Dopo un brutale confronto, Kid Marvelman pronuncia per errore la sua parola magica ("Marvelman") e torna al suo alter ego, il tredicenne Johnny Bates. Il ragazzo, innocente ma consapevole del male che ha commesso nei panni di Kid Marvelman, si ritrae mentalmente scioccato e cade in uno stato catatonico.
Con l'aiuto dell'agente rinnegato dei servizi segreti britannici Evelyn Cream, e dopo un breve litigio con un nuovo supereroe britannico chiamato Big Ben, Marvelman si reca in un bunker militare top-secret. Lì, scopre i resti di un'astronave aliena e due scheletri non umani fusi insieme. Marvelman visualizza un file che rivela che la sua intera esperienza come supereroe era una simulazione come parte di un progetto di ricerca militare, nome in codice "Progetto Zarathustra", che tentava di migliorare il corpo umano usando la tecnologia aliena. Moran e gli altri soggetti erano rimasti incoscienti, le loro menti nutrite di storie e cattivi strappati dai fumetti (che comprendevano le storie originali) dai ricercatori, per paura di ciò che avrebbero potuto fare se si fossero svegliati. Di conseguenza, fu deciso che il progetto doveva essere terminato, e così anche Marvelman e i suoi due compagni: in un'ultima, vera avventura, furono mandati in una trappola dove un ordigno nucleare avrebbe dovuto annientarli. Moran è sopravvissuto, la sua memoria è stata cancellata e Young Miracleman è morto. Nel frattempo, è stato rivelato che Liz aveva concepito un bambino con Marvelman, che ha il potenziale per essere il primo superumano nato naturalmente sulla Terra.
Moran incontra la sua nemesi del mondo dei sogni, il dottor Gargunza (vagamente basato sul dottor Sivana). Nella "realtà", Gargunza era il genio scientifico dietro l'esperimento che ha creato Marvelman. Gargunza, dopo aver lavorato come genetista per i nazisti, era stato reclutato dagli inglesi dopo la seconda guerra mondiale. Incapaci di tenere il passo con la corsa agli armamenti nucleari degli Stati Uniti e dell'Unione Sovietica, gli inglesi avevano appoggiato Gargunza affinché usasse la genetica per sviluppare una nuova super arma. Per coincidenza, un'astronave aliena si schiantò nel Regno Unito intorno al 1947 e Gargunza fu in grado di decodificare una tecnologia sufficiente per creare il Marveldog. La tecnologia aliena, e quindi il progetto Zarathustra, consisteva nel far crescere un secondo corpo avanzato, che veniva immagazzinato in una tasca extradimensionale di spazio quando non in uso. Quando è stata pronunciata una parola speciale, i due corpi hanno cambiato posto nello spazio e la coscienza è stata trasferita. Dopo l'annullamento del progetto, Gargunza è fuggito in Sud America. Viene rivelato che Gargunza ha uno scopo più profondo: dopo la morte di sua madre, ha un complesso di mortalità e vuole che il figlio di Marvelman ospiti la sua stessa coscienza. Ha ucciso l'alleata di Marvelman Evelyn Cream, ma lo stesso Marvelman uccide Gargunza, facendolo volare nell'atmosfera superiore e poi lasciandolo cadere sulla Terra.
La figlia di Moran è nata in Miracleman # 9; due razze di alieni, una chiamata Warpsmiths, l'altra chiamata Qys (che erano dietro la tecnologia originale di scambio di corpi) vengono sulla Terra; La donna miracolosa emerge; e si scopre che alcuni super-umani nativi vivono già sulla Terra, come Firedrake.
Ora fuori dalla sua catatonia, il piccolo e snello Johnny Bates viene ripetutamente picchiato dai bulli più anziani nella sua casa di gruppo. Quando uno di loro arriva al punto di tentare di violentarlo, Johnny si trasforma in Kid Miracleman e scatena un olocausto omicida su Londra. Quando i Miracle scoprono cosa sta succedendo, loro e i loro alleati alieni sfidano collettivamente Bates. Uno dei Warpsmith, Aza Chorn, si rende conto che non possono attraversare il campo di forza personale di Bates, e invece teletrasporta alcuni rottami nel suo corpo, costringendolo a trasformarsi nella sua forma mortale per sfuggire al dolore orribile. La sua furia viene fermata, ma Bates uccide Aza Chorn come suo ultimo atto. Non volendo rischiare un'altra possibilità per ripetere questo orrore e per pietà per la sua precedente accusa, Miracleman uccide silenziosamente Johnny Bates, sapendo che è l'unico modo per essere certi che non accadrà mai più. Il cuore di Londra, tuttavia, è stato distrutto, 40.000 persone sono morte, Aza Chorn giace morta e il mondo ora sa che gli dei camminano in mezzo a loro.
L'ultimo numero di Moore, il numero 16 ("Olympus") si conclude con una rappresentazione dell'apoteosi di Miracleman, mentre lui e i suoi alleati sovrumani portano l'intero pianeta sotto il loro controllo totalitario. Miracleman e suoi compagni, esplicito riferimento agli dèi, ora governano il pianeta come meglio credono, sebbene siano inefficacemente contrastati da gruppi come un'alleanza di fondamentalisti cristiani e islamici. La questione finisce con Miracleman seduto all'Aza Chorn Memorial Park, pensando a tutto quello che è successo nella sua vita fino a questo punto e chiedendosi se ha fatto la cosa giusta.

## Poteri e abilità
Miracleman può volare, ha una super forza ed è invulnerabile. La fonte della sua forza e resistenza è un campo di forza, derivato dalla tecnologia Qys. È in grado di sfondare la porta di un bunker senza apparente sforzo, di infilare un dito nel petto di un essere umano senza alcun tipo di rinculo, e battendo le mani può provocare un'esplosione che assorda chiunque si trovi nel raggio d'azione. Miracleman è sopravvissuto indenne al raggio d'azione della bomba nucleare dell'Operazione Dragonslayer, essendo stato costretto a un sonno profondo solo dai danni fisici e mentali inflitti a Mike Moran, ed è immune a proiettili, lame, lanciarazzi ed esplosivi convenzionali. Può sopravvivere senza ossigeno ed è in grado di scolpire da solo un edificio dalla roccia sottomarina. Liz scopre che la sua velocità non può essere misurata con un cronometro, stimandola anche oltre il Mach 2. Nei fumetti originali, il personaggio poteva volare intorno alla Terra abbastanza velocemente da muoversi avanti o indietro nel tempo, un'abilità che non è ancora stata presentata nella rinascita.

## Edizione italiana

### Il debutto come Marvelman (1965-1966)
Il personaggio nella sua versione classica di Mick Anglo debutta in Italia nel 1965 con una serie a lui dedicata dal titolo Marvelman e che riprende alcune delle storie pubblicate sul personaggio dal 1953 in Gran Bretagna. Si tratta di una collana durata 8 numeri con periodicità variabile e pubblicata tra il dicembre 1965 e il dicembre 1966 dalla casa editrice Edit Europa. Il costo dei singoli albi è di £150 e il formato è di 33,5 cm (altezza) e 24 cm (larghezza) per i primi 4 numeri per poi passare a 29,5 cm e 22 cm in quelli successivi.

### L'arrivo di Miracleman (1992)
In Italia la versione del personaggio rivista e aggiornata da Alan Moore viene pubblicata solo nel 1992 su SuperComics n. 19 - 20 (1992) editi da Max Bunker Press. Questi contengono i seguenti albi della Eclipse Comics:
- Miracleman n. 1 (agosto 1985)
- Miracleman n. 2 (ottobre 1985)
- Miracleman n. 3 (novembre 1985)

In questa edizione Marvelman viene presentato per la prima volta in Italia con il nome di Miracleman in quanto si tratta dell'edizione tratta dalla serie statunitense della Eclipse che nel 1985 (per pubblicare il personaggio negli Stati Uniti) ha dovuto mutare il nome da Marvelman in Miracleman.
Curiosità: SuperComics era una rivista antologica nata nel 1990 e conteneva (per la maggior parte) storie di personaggi Marvel Comics. Quando viene inserita la serie della Eclipse nei due numeri citati, le storie di Miracleman vengono pubblicate assieme a quelle dei supereroi Marvel anche se si tratta di un personaggio di una casa editrice indipendente. La serie SuperComics ha chiuso con il numero 29.

### Il ritorno con Panini Comics (dal 2014)
A distanza di 24 anni il personaggio torna nelle edicole italiane e fumetterie grazie alla Panini Comics che il 27 marzo 2014 distribuisce il primo numero della serie Miracleman. Si tratta dell'edizione italiana della serie lanciata dalla Marvel Comics nello stesso anno e che presenta in una nuova versione rimasterizzata nei colori e nel lettering le storie uscite dopo il 1982 e pubblicate prima dalla Quality britannica e poi dalla Eclipse statunitense. Così come nella versione statunitense anche in quella della Panini sono presenti le storie tratte dalla serie Warrior scritte da Alan Moore (qui accreditato come The Original Writer) e alcune storie di Mick Anglo degli anni cinquanta. Il prezzo di lancio della serie è €1,99 per 64 pagine. Bisogna però sottolineare che le storie scritte da Alan Moore e reclamizzate dalla Panini come Il capolavoro perduto degli anni ottanta sono solo 14. Le altre pagine sono ristampe di materiale anni cinquanta e inoltre 22 pagine sono in bianco e nero. I redazionali sono ridotti al minimo indispensabile con qualche nota sugli autori e un'intervista fatta ad Anglo da Joe Quesada nel 2010. Nei numeri successivi il prezzo aumenta a €2,90 e le pagine scendono a 48 per albo di cui solo una parte è dedicata a Miracleman (cioè le storie di Alan Moore e quelle pubblicate tra gli anni ottanta e novanta) mentre un'altra presenta storie di Marvelman (cioè quelle pubblicate nei decenni precedenti all'opera revisionista di Moore). Dal n. 2 ogni albo viene distribuito in due versioni in cui cambia la copertina (denominate cover A e cover B).